# Аћим Дољанац
Аћим Дољанац је био истакнута личност у Првом српском устанку. Учествовао је у више бојева, а вршио је и акције друге врсте, по непосредном наређењу Карађорђа Петровића.

## Порекло и породица
Аћим Дољанац је рођен у некадашњем селу Дољани, које се налазило јужно од Остружнице, у околини Београда. Његово презиме је формирано по имену овог насеља. Аћимов син је био Радован Дољанчевић. Потомство Аћима Дољанца представљају Дољанчевићи у Остружници. Судећи по њиховој специфичној крсној слави, св. Игњатију Богоносцу, даље порекло Дољанчевића (Дољанаца) је од рода Малешеваца.

## Активности током Првог српског устанка
Аћим Дољанац је био близак Карађорђев сарадник. Он је, по вождовом налогу, запалио неке куће у Топчидеру 1804. године, за време српско – турских преговора у Земуну. Том акцијом је требало да се званичницима из Хабсбуршке монархије, који су посредовали на поменутим преговорима, покаже како Турци врше насиља над Србима и пале њихове куће. Прота Матеја Ненадовић оставио је у својим мемоарима запис о овом догађају: „било је у Топчидеру десетак кућа сламњача бугарских, пак су празне остале, а Бугари побегли. Кад смо ми из Остружнице пошли, оставимо Аћима Дољанца из Остружнице да се прикучи оним кућама и да их у ово и ово време запали, пак да се уклони”. Овај догађај се одиграо пред Ускрс 1804. године.
Крајем августа 1806. године, Дољанац је учествовао у чети предвођеној Павлом Поповићем, у нападу на Турке код Ташмајдана. Том приликом је убијено неколико Турака из Београда, али су, када је стигло турско појачање од Варош капије, пар српских устаника је погинуло, а неколико их је било рањено. Аћим је тада био међу рањеницима.